# Fantasio (personnage)
Pour les articles homonymes, voir Fantasio.
Fantasio est un personnage principal de la série de bande dessinée Spirou et Fantasio, ainsi que des débuts de la série Gaston. Créé par Jean Doisy, son nom apparait dans le Le Journal de Spirou en 1939 en tant que rédacteur fictif. Son apparence graphique est définie par Jijé en 1943, lorsque celui-ci l'intègre aux aventures de Spirou.

## Biographie fictive
Fantasio est un journaliste. Des albums de la collection Le Spirou de… donnent des éléments de sa jeunesse. Débutant avant-guerre au Moustique comme journaliste à potins, il rencontre Spirou à cette époque. Dans Le Journal d'un ingénu, déjà très gaffeur, il provoque malgré lui, en 1939, l'échec des pourparlers entre Polonais et Allemands, ce qui entraîne l'invasion de la Pologne puis, par ricochet, la Seconde Guerre mondiale. 
Démobilisé après les combats, Fantasio revient à Bruxelles désormais occupée par les Allemands. Dans Le Groom vert-de-gris, Fantasio se fait embaucher comme employé aux archives au quotidien Le Soir, et commence à se passionner pour les inventions et à les expérimenter. 
Quelques années plus tard, Fantasio devient secrétaire de la rédaction du Journal de Spirou. Il tente vainement de faire travailler Gaston Lagaffe, dont les gaffes le mettent régulièrement en fureur. À cause de ce dernier, il échoue systématiquement dans la signature de contrats avec Monsieur de Mesmaeker. Il finira par quitter la rédaction au moment où Franquin abandonne Spirou pour se consacrer exclusivement à Gaston, mais continuera ensuite à travailler dans le journalisme, et à accompagner Spirou dans ses aventures.

## Description
Lorsque Fantasio apparait officiellement dans les aventures de Spirou, il devient blond avec une raie au milieu et huit mèches rebelles. Il porte presque toujours un costume avec un veston bleu, un pantalon noir et un nœud papillon rouge.
Fantasio est parfois grincheux, souvent maladroit, mais c'est avant tout un personnage de gentil loufoque, sympathique et drôle, alors que Spirou est généralement plus sobre. Lorsqu'on le retrouve aux côtés de Gaston Lagaffe, c'est ce dernier qui joue le rôle de fantaisiste, et Fantasio apparaît alors beaucoup plus sérieux et austère que lorsqu'il se trouve avec Spirou. Fantasio perd de sa bonne humeur lorsqu'il est confronté à l'arrivée de Gaston et de Seccotine dans son entourage proche. Il devient sérieux, puis même irascible. Il s'énerve à la moindre fantaisie du Marsupilami et se met en colère dès qu'un de ses collaborateurs le contredit.

## Évolution du personnage

### Création
On présente souvent Jijé comme le créateur de Fantasio. En réalité, le personnage a été créé par le premier rédacteur en chef de Spirou, Jean Doisy. Le nom de Fantasio apparaît a priori dans le numéro 23 du Journal de Spirou en 1939 : il ne s'agit à l'époque d'un rédacteur fictif animant la rubrique Voyez-vous les erreurs ?. Plus tard, une marionnette est créée pour le personnage par André Moons pour le théâtre du farfadet en 1942. Ce premier Fantasio est brun et a un aspect très différent de celui que lui confère Jijé. Par la suite, un personnage sur la couverture du recueil no. 11 du Spirou réalisée par Jijé, que l'on interprétait jusque-là comme la première apparition de Fantasio en bande dessinée, se trouverait être une caricature d'André Moons. 
C'est à la demande de Doisy, qui souhaite que Spirou ait un autre comparse que l'écureuil Spip, que Jijé intègre Fantasio à la bande dessinée qui donne son nom au journal. La première apparition se fait en 1943 dans la publication L'Espiègle au grand cœur dans une histoire nommée à posteriori Le Pilote Rouge, rééditée également dans l'Almanach 1944. S'écartant du croquis que lui avait remis Doisy pour définir le physique de Fantasio, et qui ressemblait à « une espèce de magicien ou de poète […] Jean-Louis Barrault jeune », Jijé recrée graphiquement un nouveau personnage. Sous le crayon de Jijé, Fantasio perd son allure de dandy et reprend une tenue fantaisiste. Contrairement à une légende, Jijé n'a pas donné à Fantasio les traits de Jean Doisy. Avec le temps, il devient de plus en plus blond, et prend des faux airs du héros américain masculin de la série Blondie. Cette nouvelle apparence, créée sans l'accord de Jean Doisy, a valu à Jijé quelques disputes avec celui-ci. Ce Fantasio est encore différent de la forme définitive qu'il prendra lors de la période Franquin.

### La période Franquin
Contrairement au Fantasio de Jijé, pleinement acteur et à l'origine de la plupart des aventures, celui de Franquin se trouve souvent victime d'évènements extérieurs à sa volonté. C'est le cas, par exemple, avec son héritage, dans Spirou et les Héritiers. Il est également victime des actes de vengeance de son cousin Zantafio dans Spirou et les Héritiers et La Mauvaise Tête. Mais le Fantasio de Franquin est aussi plus fantaisiste : il danse en homme fluorescent dans Il y a un sorcier à Champignac, invente des lunettes à essuie-glace et une voiture montée sur grue à roulettes, ainsi que le fameux fantacoptère dans Spirou et les Héritiers. C'est d'ailleurs cette qualité d'inventeur qui lui sauve la mise face à Zorglub, lorsqu'il évite la zorglommisation grâce à la canne qu'il a bricolée dans Z comme Zorglub. Colérique et impulsif face à un Spirou calme et réfléchi, il tient parfois le même rôle d'antihéros que Donald pour Mickey. 
Franquin fait apparaître Fantasio dans la série Gaston, dont il partage la vedette aux côtés de Gaston Lagaffe. Il disparaît progressivement de la série quand Franquin abandonne Spirou et Fantasio pour se consacrer uniquement à Gaston. Son rôle d'alter-ego de Gaston Lagaffe est alors repris par le personnage de Prunelle, Fantasio apparaissant une dernière fois dans le gag n°551 (et a droit à un petit caméo dans la planche 662, au cours d'un rêve de Gaston, sous la forme d'un chasseur préhistorique).

### La période Fournier
Le Fantasio de la période Fournier est plus aventureux lorsqu'un de ses amis se retrouve en danger. Ainsi est-ce le cas dans Tora Torapa où il se lance sans regret, bien que rassuré par la perspective d'aller en Polynésie, à la poursuite de ceux qui ont enlevé Zorglub. Cependant, son caractère redevient difficile : lorsque par exemple Spirou veut partir au Niokolo-Koba, il refuse dans un premier temps de le suivre, bien qu'il soit ravi d'être là dès qu'il voit Ororéa. En effet, Fantasio est amoureux de la jeune femme, ce qui marque une évolution dans sa personnalité.
Jean-Claude Fournier a admis en interview n'avoir jamais aimé ce personnage et l'avoir longtemps traîné comme un boulet, ayant toujours eu du mal à lui trouver un véritable rôle.

### Nic et Cauvin
Bien que le duo Nic-Cauvin ait peu apporté à la série, Fantasio est tout de même redevenu dans cette période adepte des fantaisies. L'achat d'un bateau moisi et sa curiosité scientifique seront en effet les sources des trois aventures réalisées par Nic et Cauvin.

### Tome et Janry
Avec Tome et Janry, Fantasio redevient très proche de sa personnalité à l'époque de Franquin. Touché par le virus du reportage, râleur, il fait quand même preuve de son abnégation habituelle notamment lorsqu'il s'agit d'aider John Héléna, pourtant son vieil ennemi, atteint par un virus. Acceptant jamais sans trop grogner de partir à l'aventure, il râle la plupart du temps lorsqu'un obstacle imprévu vient ralentir leur progression. Les albums La Vallée des bannis et Vito la déveine montreront néanmoins un côté beaucoup plus sombre de sa personnalité, à savoir l'amertume de n'être que le faire-valoir de Spirou, qu'il exprimera soit par une démence provoquée par un venin toxique (La Vallée des bannis), soit en passant par des phases dépressives (Vito la déveine). Avec le temps, il développe une autre facette inattendue : son côté un rien dandy était évident, notamment dans le choix de sa garde-robe, mais il devient plus tard un séducteur opportuniste, comme on le voit dans Luna fatale et Machine qui rêve.

### Morvan et Munuera
Fantasio est, sous la plume de Morvan et Munuera, tantôt un peu frimeur, tantôt héroïque, tantôt atteint de consumérisme, et, fidèle à lui-même, un rien maladroit. Le personnage a toutefois changé : il n'hésite plus à se lancer dans l'aventure et supporte relativement calmement les situations imprévues qui peuvent lui tomber dessus.
Le graphisme du personnage est lui aussi quelque peu différent, avec une touche de manga dans le découpage et le mouvement.

### Yoann et Vehlmann
Yoann et Vehlmann continuent d'attribuer à Fantasio le rôle de comparse comique, en insistant sur son caractère gaffeur et parfois impulsif. Le trait de Yoann fait évoluer notablement le physique de Fantasio en l'affublant d'une calvitie, tout en lui conservant ses mèches rebelles sur le sommet du crâne (la calvitie est présente dès l'album Les Géants pétrifiés, que Yoann et Vehlmann réalisent en 2006 dans la collection Une aventure de Spirou et Fantasio par…, quatre ans avant de reprendre la série principale ; à noter que Fabrice Parme représente également Fantasio dégarni dans un autre album hors-série, Panique en Atlantique).

### Guerrive, Abitan et Schwartz
Dans le premier album créé par Guerrive, Arbitan et Schwartz, La mort de Spirou, Spirou meurt d’une noyade et il est remplacé par Seccotine dans le rôle principal par les dirigeants de Dupuis. Fantasio devient alors le comparse de cette dernière.

### Delaf
À partir de 2023, Delaf fait revenir Fantasio dans la série dérivée Gaston (dans laquelle il était déjà apparu jusqu'en 1969) qui fait son grand retour depuis la mort de Franquin dans l'album Le retour de Lagaffe. Il vient épauler Prunelle qui n'arrive pas à gérer le gaffeur... au détriment de ses aventures avec Spirou !

### Le Spirou de…
En janvier 2006 est lancée la série Le Spirou de… (aussi appelée Une aventure de Spirou et Fantasio par…), composée de one shots confiés à des auteurs différents.
Dans Les Géants pétrifiés, Fantasio joue en quelque sorte le rôle du méchant au côté de Bill Callaway et de sa jolie assistante (dont Fantasio est amoureux) en voulant devancer Spirou dans la découverte de Rae Kauwheke. Il découvre en fait que Callaway se sert de lui pour amener des informations, ce qui l'amène à repasser du côté des gentils.
Dans Les Marais du temps, Fantasio apparaît de nouveau comme un personnage farfelu et grognon.
Dans Le Tombeau des Champignac, Fantasio retrouve son veston bleu, apparu sous Franquin.
Dans Le Journal d'un ingénu, Emile Bravo dépeint Fantasio – alors jeune journaliste débutant – comme un gaffeur farfelu et exubérant. Provoquant diverses catastrophes dans ses tentatives de dénicher des scoops, il entraîne Spirou dans ses premières aventures.
Dans Le Groom vert-de-gris, Yann et Olivier Schwartz décrivent Fantasio comme un zazou participant à la résistance dans une Belgique occupée par l'armée nazie.
Dans Panique en Atlantique, Lewis Trondheim et Fabrice Parme prennent eux aussi comme axe principal le métier de journaliste de Fantasio, dont ils font un reporter-paparazzi particulièrement gaffeur et malchanceux.

## Œuvres où le personnage apparaît

### Bande dessinée
- Spirou et Fantasio (Dupuis, 1948)
- Gaston (Dupuis, 1957)
- Une aventure de Spirou et Fantasio par ... (Dupuis, 2006)

### Cinéma
- 2018 : Spirou et Fantasio d'Alexandre Coffre, interprété par Alex Lutz

### Comédie musicale
- Les Aventures de Spirou (Suzanne Jehan, 1944)

### Conte audio
Les disques Adès, dans la collection Le petit ménestrel, publièrent dans les années 1980 plusieurs contes audio des aventures de Spirou et Fantasio :
- Le Dictateur et le Champignon (1983), 33 tours, pour le 45e anniversaire du Journal de Spirou
- Le Repaire de la murène (1983), 33 tours
- Les Bébés Marsupilamis (1983), 45 tours
- Spirou et les Héritiers (33 tours)

### Séries animées
- Spirou (1992-1995), série d'animation en 52 épisodes de Michel Gauthier, avec la voix de Patrick Guillemin
- Spirou et Fantasio (2006), série d'animation en 39 épisodes de Daniel Duda, avec la voix de Ronald Mondor

### Jeux vidéo
- Spirou (Infogrames, 1995)
- La Panique mécanique (Ubi Soft, 2000)